# Trimma fangi
Trimma fangi es una especie de peces de la familia de los Gobiidae en el orden de los Perciformes.

## Morfología
Los machos pueden llegar a alcanzar los 2,16 cm de longitud total.

## Hábitat
Es un pez de Mar y de clima tropical y asociado a los  arrecifes de coral.

## Distribución geográfica
Se encuentran en las Islas Anambas (Mar de la China Meridional ).

## Observaciones
Es inofensivo para los humanos.